# Wiedenest

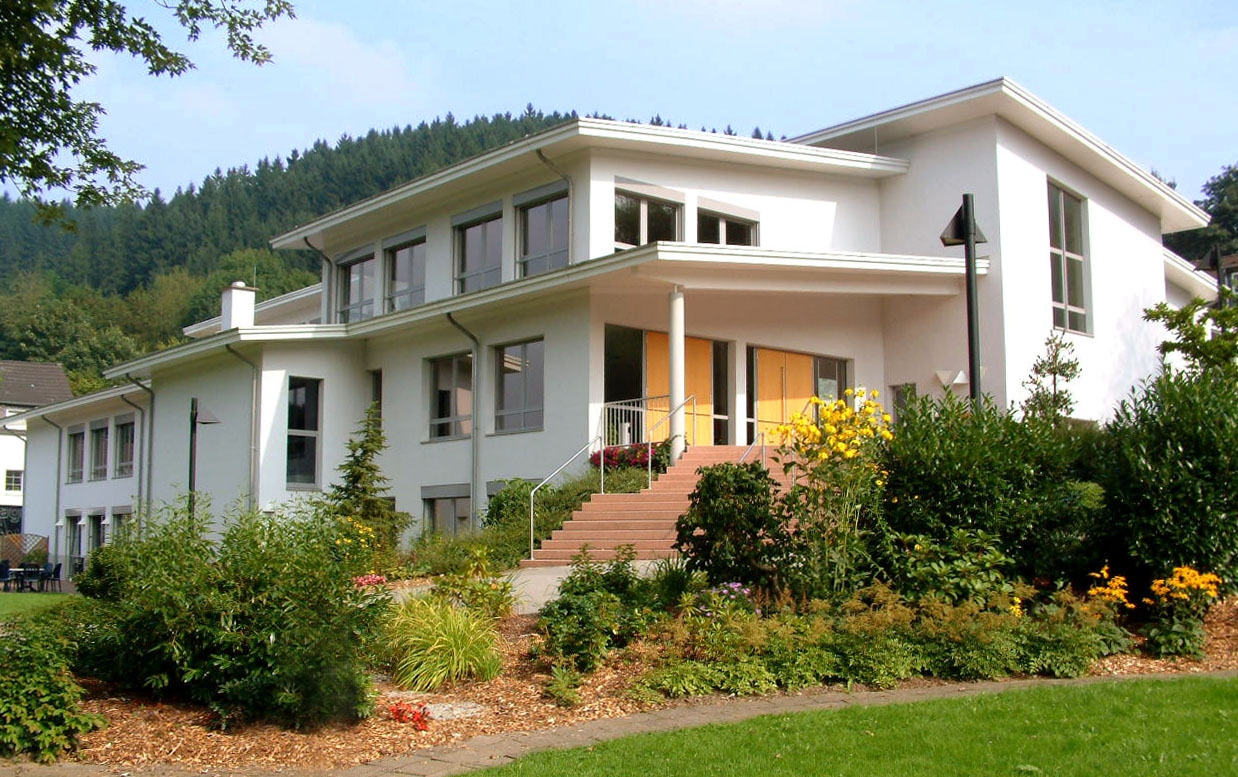
Das Schulungs- und Begegnungszentrum des Forum Wiedenest

Wiedenest ist einer von 22 Ortsteilen der Stadt Bergneustadt im Oberbergischen Kreis im Regierungsbezirk Köln in Nordrhein-Westfalen, Deutschland.

## Lage und Beschreibung
Der Ort liegt in Luftlinie rund 3,2 km nordöstlich von Bergneustadt und an der Bundesstraße 55.

## Geschichte
Vermutlich zu Beginn des 12. Jahrhunderts wurde die Wiedenester Kirche errichtet. Mit ihr hängt auch die urkundliche Erstnennung des Ortes zusammen. 1154 gestattete der Kölner Erzbischof Arnold von Wied den Kirchleuten von „Widennest“ gegen Zahlung von zwei Mark Silber die Lösung von der Mutterkirche in Gummersbach.

## Kirchliche Einrichtungen
- Evangelische Emmaus-Kirchengemeinde Wiedenest-Derschlag[1] mit der Evangelischen Kreuzkirche aus dem 12. Jahrhundert
- Römisch-katholische Kirche: Sankt Maria Königin, Alte Straße
- Forum Wiedenest (ehemals Missionshaus Bibelschule Wiedenest)
- Evangelisch-Freikirchliche Gemeinde Wiedenest

## Freiwillige Feuerwehr
1893 wurde in Wiedenest eine Freiwillige Feuerwehr, der heutige Bergneustädter Löschzug Dörspetal, gegründet. Der erste Löschzugführer war Feuerwehrhauptmann Leopold Engels. Von den Gründungsmitgliedern sind Leopold Engels, Wilhelm Steup, Carl Halbach, Carl Engels, Emil Inkemann, Carl Hinkelmann und Julius Dörrenberg dem Namen nach bekannt. Seit 1. Juli 1969 gehört der Löschzug Dörspetal zur Stadtgemeinde Bergneustadt. Am 19. Mai 1990 erfolgte der Umzug aus dem alten Spritzenhaus in das neue Feuerwehrhaus im Gewerbegebiet Schlöten. Derzeit hat der Löschzug Dörspetal rund 40 Mitglieder.

## Freizeit

### Vereinswesen
Ortsansässig, teilweise verbunden mit dem Nachbarort Pernze, sind folgende Vereine:
- Förderverein Kreuzkirche Wiedenest[3]
- FC Wiedenest-Othetal: Fußballverein[4]
- TV Wiedenest-Pernze: Turnverein
- Schützenverein Pernze Wiedenest
- Heimatverein Dörspetal
- Malteser Jugend Bergneustadt-Wiedenest-Belmicke[5]
- Werbegemeinschaft Wiedenest e. V.[6]
- Förderkreis Treffpunkt Gemeinde
- Männerchor Wiedenest von 1912 e. V.
- Forum Wiedenest e. V.

### Wander- und Radwege
Folgende Wanderwege werden vom Wanderparkplatz Wiedenest vom Sauerländischen Gebirgsverein angeboten:
- A1 (2,9 km) – A2 (1,8 km) – W1 (8,1 km) – W2 (4,9 km) – W3 (4,4 km)

## Schulen und Bildungseinrichtungen
- Gemeinschaftsgrundschule Wiedenest[7]
- Biblisch-Theologische Akademie Wiedenest

## Persönlichkeiten
- Volbrecht Nagel (1867–1921), Indienmissionar, gestorben in Wiedenest
- Johannes Warns (1874–1937), evangelischer Theologe und Bibelschullehrer
- Arnold Köster (1896–1960), baptistischer Prediger und NS-Widerständler
- Werner Heukelbach (1898–1968), Evangelist
- Erich Sauer (1898–1959), Bibelschullehrer
- Willy Ochel (1903–1992), Ingenieur und Manager
- Ernst Schrupp (1915–2005), Theologe, ehemaliger Leiter des Missionshauses und der Bibelschule Wiedenest
- Martin Metzger (1928–2018), Professor für Altes Testament und Biblische Archäologie (Universität Kiel)
- Karl Siegfried Noss, Bürgermeister der Stadt Bergneustadt von 1984 bis 2004
- Timo Röttger (* 1985), Fußballprofi bei FC Viktoria Köln (Regionalliga West)

## Bus- und Bahnverbindungen

### Linienbus
Haltestellen Wiedenest, In der Bockemühle und Forum Wiedenest der Buslinie 301 (Olpe-Gummersbach) der Oberbergischen Verkehrsgesellschaft (OVAG)

### Eisenbahn
In Wiedenest gab es einen Bahnhof an der Strecke Siegburg–Olpe (Aggertalbahn). Er wurde 1973 geschlossen und in einen Haltepunkt umgewandelt, das Empfangsgebäude wurde kontrolliert abgebrannt. Bis 1979 gab es noch Personenverkehr, bis 1988 Güterverkehr. Nach einem Dammrutsch bei Bauarbeiten kurz hinter der Station wurde die Verbindung 1988 untergraben, die Gleise hingen in der Luft und wurden trotz eigentlich vorhandener Schadensersatzansprüche nicht mehr repariert. Auf der Trasse befindet sich im Abschnitt Dieringhausen – Olpe heute ein Bahnradweg.